# Campionati europei di ciclismo su strada 2017 - Cronometro femminile Under-23
La cronometro femminile Under-23 dei Campionati europei di ciclismo su strada 2017, ventunesima edizione della prova, si disputò il 2 agosto 2017 su un percorso di 32 km con partenza ed arrivo a Herning, in Danimarca. La medaglia d'oro fu appannaggio della danese Pernille Mathiesen, il quale completò il percorso con il tempo di 41'29"47, alla media di 46,3 km/h; l'argento andò all'altra danese Cecilie Uttrup Ludwig e il bronzo alla tedesca Lisa Klein.
Sul traguardo 29 cicliste su 29 partenti, portarono a termine la competizione.

## Ordine d'arrivo (Top 10)
| Pos. | Corridore             | Squadra       | Tempo    |
| ---- | --------------------- | ------------- | -------- |
| 1    | Pernille Mathiesen    | Danimarca     | 41'29"47 |
| 2    | Cecilie Uttrup Ludwig | Danimarca     | a 4"     |
| 3    | Lisa Klein            | Germania      | a 11"    |
| 4    | Clara Koppenburg      | Germania      | a 41"    |
| 5    | Séverine Eraud        | Francia       | a 1'40"  |
| 6    | Agnieszka Skalniak    | Polonia       | a 1'49"  |
| 7    | Melissa Lowther       | Gran Bretagna | a 1'54"  |
| 8    | Lisa Morzenti         | Italia        | a 2'01"  |
| 9    | Kseniia Tsymbalyuk    | Russia        | a 2'11"  |
| 10   | Juliette Labous       | Francia       | a 2'20"  |